# بروتينات الهيم ثيوليت
بروتينات الهيم ثيوليت (بالإنجليزية: Heme-thiolate proteins)‏ هو الاسم الجماعي الموصى به لفئة من بروتينات الهيم (hemoproteins) فيه مجموعة من بقايا السيستين. هو محور هام في دعم هيم الحديد .

## الأنواع الفرعية
- -السيتوكروم بي450 ،
- -النيتريك سينسيز أكسيد .[2]

## وصلات خارجية
http://www.ncbi.nlm.nih.gov/pubmed/16198303
http://www.ncbi.nlm.nih.gov/pubmed/16139241
http://www.sciencedirect.com/science/article/pii/S0006291X05020267